# Incêndio na subestação de Hayes

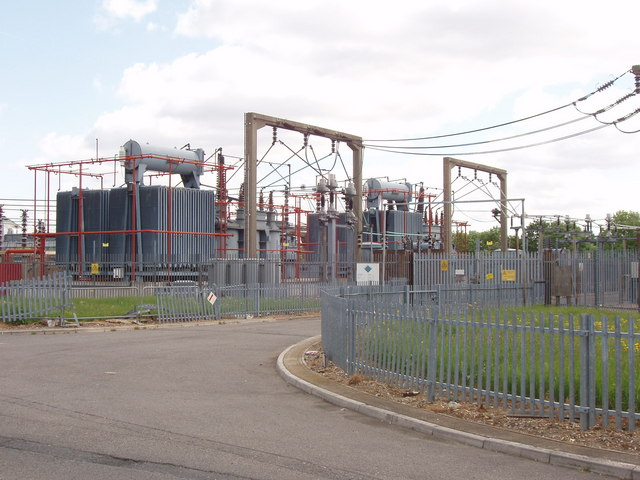
Subestação de eletricidade em Hayes, em North Hyde Gardens, antes do incêndio. O transformador mostrado à direita foi destruído pelo incêndio

Na noite de 20 de março de 2025, um incêndio começou em uma subestação em Hayes, Hillingdon, Londres, causando o fechamento do Aeroporto de Londres-Heathrow. O incêndio cortou o fornecimento de eletricidade para o aeroporto, que não pôde ser gerenciado por sistemas de backup.

## Incêndio
Em 20 de março de 2025, às 23:23 GMT, os serviços de emergência foram chamados para um incêndio na subestação de North Hyde na Nestles Avenue, em Hayes. Dez viaturas de bombeiros e 70 bombeiros foram despachados enquanto um cordão de 650 pés era estabelecido. A London Fire Brigade relatou que um transformador dentro da subestação estava em chamas. Às 04:00, metade de um transformador permanecia em chamas. O Secretário de Energia Ed Miliband disse aos repórteres que este foi um "incêndio catastrófico", que foi "incomum e sem precedentes" que também afetou um gerador de reserva. Às 13:00 de 21 de março, o fogo continuou a queimar em um nível reduzido, alimentado por 25.000 litros de óleo de arrefecimento que estavam contidos dentro do transformador em chamas.

### Causas
O incêndio foi causado por uma fuga não reparada no transformador e terá tido origem numa “falha grave numa das buchas de alta tensão (um componente isolante) do transformador”, provavelmente "causada por uma infiltração", que provocou um curto-circuito.

## Impacto

### Aeroporto de Heathrow
Após o início do incêndio, o Aeroporto de Londres-Heathrow anunciou que seria fechado em 21 de março, forçando 120 voos a serem desviados para o Aeroporto de Londres Gatwick, Aeroporto de Paris-Charles de Gaulle, Aeroporto de Shannon e Aeroporto de Goose Bay. O Flightradar24 declarou que pelo menos 1.351 voos foram afetados. A Cirium, uma empresa de análise de aeronaves, estimou que 290.000 passageiros seriam afetados. Esperava-se que 1.300 voos fossem afetados, assumindo que o aeroporto pudesse reabrir à meia-noite do mesmo dia. Os voos não puderam ser desviados para outros aeroportos britânicos devido à falta de capacidade, sendo Heathrow o maior aeroporto da Grã-Bretanha e um hub internacional.
O aeroporto de Heathrow tem algumas fontes de energia de reserva, mas estas são inadequadas para operar todo o aeroporto. Existem duas subestações de rede nas proximidades do aeroporto, ao norte North Hyde e ao sul Laleham, mas só está conectado à do norte. Apenas dois aeroportos do Reino Unido têm alguma regulamentação sobre sua resiliência a interrupções, Heathrow e Gatwick, mas um relatório de outubro de 2023 da National Infrastructure Commission recomendou que o governo deve definir padrões de resiliência em locais importantes de infraestrutura, incluindo aeroportos. Outros locais importantes, como data centers, que usam quantidades semelhantes de energia, como o aeroporto, normalmente têm duas fontes de energia de rede, além de geradores e bateria de reserva suficientes para garantir uma operação ininterrupta.
Heathrow também é um importante aeroporto de carga, transportando £ 190 bilhões em mercadorias por ano, 48% da carga aérea do Reino Unido.

### Outros transportes
Um incêndio perto da estação de Heathrow interrompeu o Heathrow Express e partes da linha Elizabeth. Os trens e os serviços do Metropolitano de Londres para Heathrow foram suspensos ou interrompidos. A rodovia M4 foi fechada entre os cruzamentos 3 e 4, enquanto as estradas locais também foram fechadas, afetando as rotas de ônibus.

### Evacuações e interrupções
Pelo menos 150 pessoas foram evacuadas, e pelo menos 16.300 casas ficaram sem energia. A National Grid informou às 06:00 do dia 21 de março que havia restaurado a energia para 62.000 clientes, mas 4.900 casas permaneceram sem energia.